# Pilatus (hora)

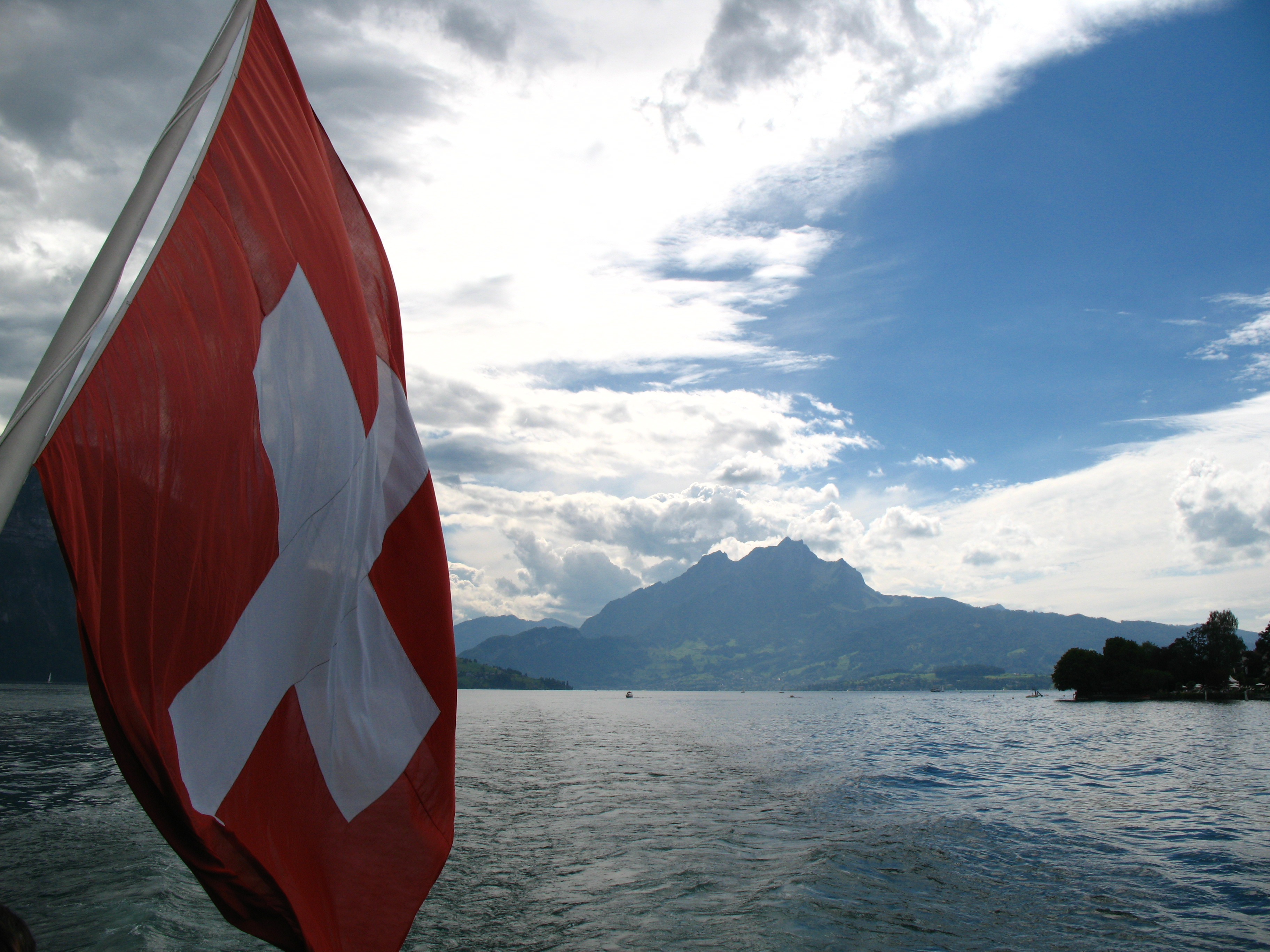
Pilatus, pohled z lodní zádi na Lucernském jezeře

Pilatus je hora ve Švýcarsku. Nachází se jihozápadně od města Lucern a svou polohou zasahuje do kantonů Obwalden, Nidwalden a kantonu Lucern. Po celý rok je z Pilatu možno pohlížet na přírodní panorama těchto kantonů. Hora se tyčí do výšky 1585 metrů od hladiny Lucernského jezera, přičemž vrchol hory dosahuje výšky 2128 m n. m.

## Název
Ve středověku byl masiv Pilatus nazýván latinsky Mons fractus („rozštěpená hora“), případně německy Frakmont nebo Fräkmünd. Nejstarší doklad o použití jména pochází z roku 1100. Brzy však převládlo použití názvu Mons pileatus („hora prostoupena skalními pilíři“ – z latiny: mons – hora a pila – pilíře); další varianty pravopisu byly Pylatus (1480), Mons Pilati (1555) či Pilatusberg (1475).
Teprve v pozdější době bylo již existující jméno hory spojeno se jménem Piláta Pontského, římského prefekta, který odsoudil Ježíše Krista na kříž. Vznikla tedy legenda, že se v masivu nachází Pilátův hrob – podle legendy totiž nikde jinde nemělo jeho tělo odpočinutí a proto byl k pohřbení vybrán právě tento odlehlý horský masiv zmítaný bouřemi. Legenda dále praví, že každý Velký pátek vychází Pilát z hrobu, aby v plné moci zasedl k soudu. Až do 16. století byl městskou radou v Lucernu zakázán výstup do hor v obavách, že takový výstup by způsobil strašlivé bouřky. I pod vlivem této legendy (která mimochodem kolovala i o jiných evropských horách) se postupně změnil název hory z „Fräkmünt“ na „Pilatus“, první použití nového jména je doloženo v roce 1475.
Úplně jiné vysvětlení se zakládá na latinském slovu pileus – čapka (srv. název mraku pileus). Název by tak mohl být odvozen od vrcholku hory, který je často zahalen mraky.

## Turistika
Na vrchol je možno se nechat pohodlně vyvézt železnicí Pilatus z Alpnachstadu, tato dráha je nejstrmější ozubnicovou železnicí na světě. Trať je provozována od května do listopadu v závislosti na sněhových podmínkách. Druhou možností je využití visuté lanovky z Kriens.

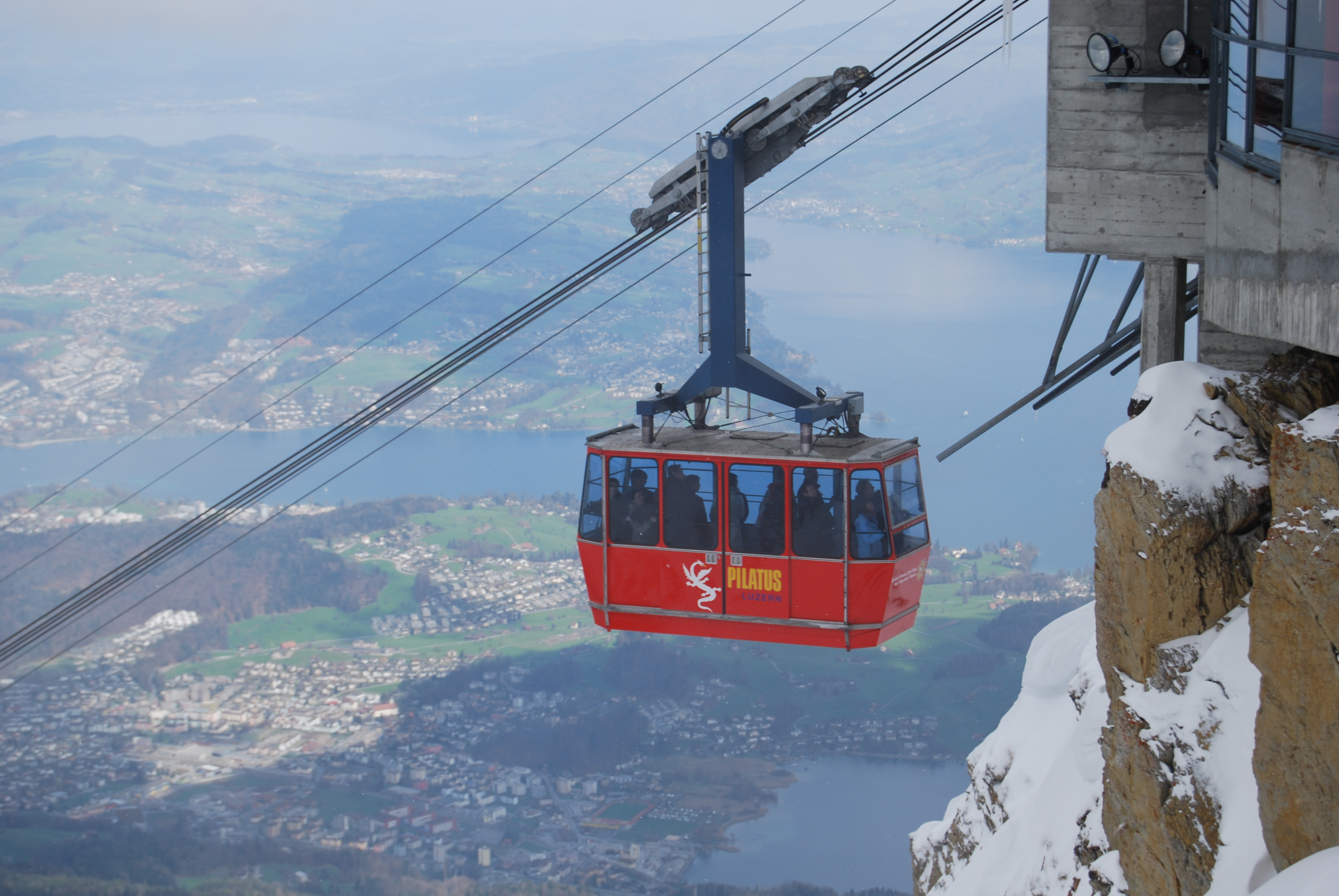
Visutá lanovka u vrcholové stanice
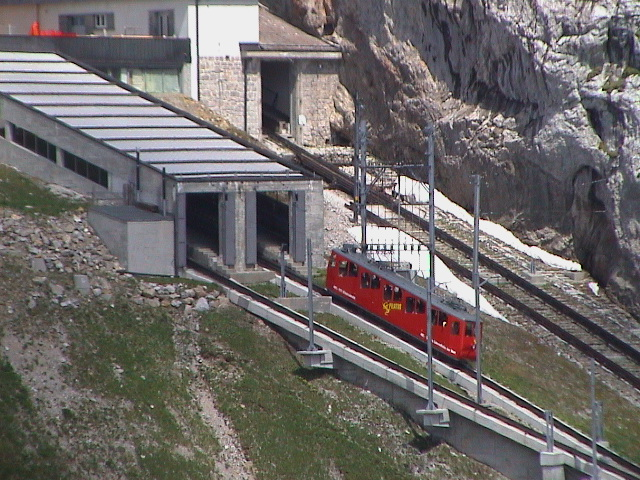
Ozubnicová železnice u vrcholové stanice
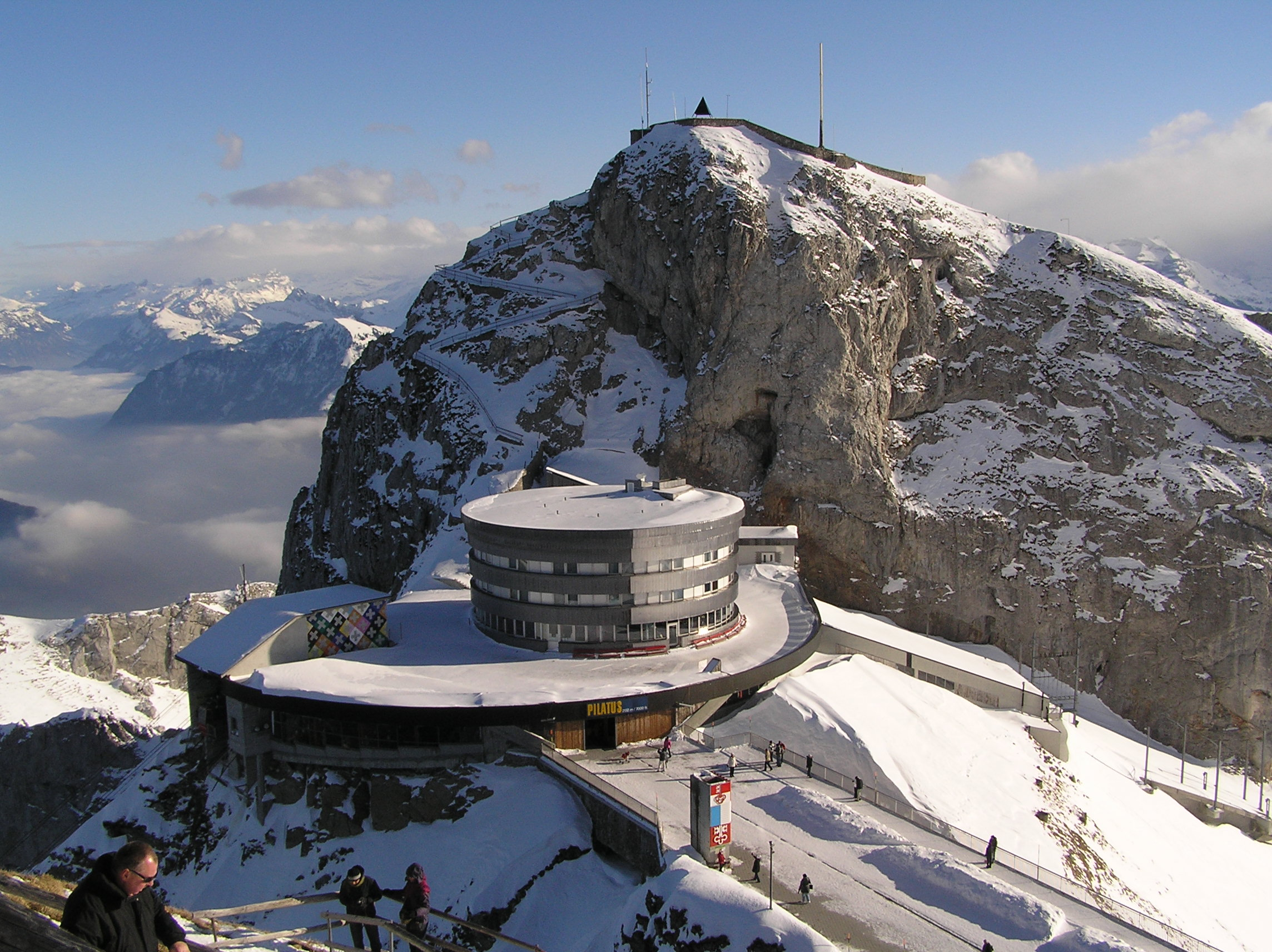
Vrchol a turistický komplex
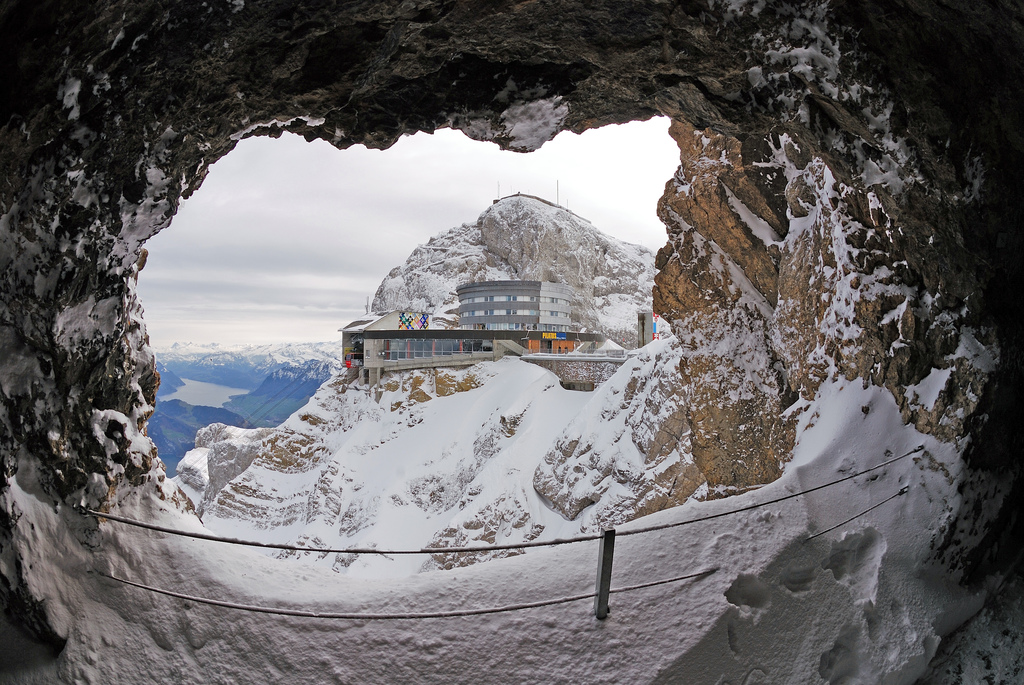
Pilatus v zimě

Během léta funguje turistická trasa „Golden Round Trip“, která zahrnuje plavbu výletní lodí z Lucernu přes Lucernské jezero do Alpnachstadu, vystoupání na vrchol ozubnicovou železnicí Pilatusbahn, cesta dolů visutou lanovkou v panoramatické gondole a návrat trolejbusem zpět do centra Lucernu.
Mezi známé nebo významné osoby, které navštívily vrchol Pilatu patří Conrad Gessner, Arthur Schopenhauer (1804), královna Viktorie, Keith Ferrante, Andrew Herrmann, Andrew Jeeves, Steven Callister a Vladimir Lenin.

## Sport
Na Pilatu se nachází nejdelší letní sáňkařskou dráhu ve Švýcarsku v délce 1,35 km a nejdelší závěsné lano lanovky ve středním Švýcarsku.

## Legendy
Podle dávných legend ze středověku se traduje, že na hoře žil drak. Symbol draka je možno nalézt ve znacích okolních sídel.

## Opevnění
Vrchol hory je součástí švýcarského opevnění a obranného systému. Těžké opevnění je situované ve skalním masivu a nachází se přímo pod turistickým komplexem na vrcholu.

## Podnebí
| Pilatus – podnebí              | Pilatus – podnebí | Pilatus – podnebí | Pilatus – podnebí | Pilatus – podnebí | Pilatus – podnebí | Pilatus – podnebí | Pilatus – podnebí | Pilatus – podnebí | Pilatus – podnebí | Pilatus – podnebí | Pilatus – podnebí | Pilatus – podnebí | Pilatus – podnebí |
| Období                         | leden             | únor              | březen            | duben             | květen            | červen            | červenec          | srpen             | září              | říjen             | listopad          | prosinec          | rok               |
| ------------------------------ | ----------------- | ----------------- | ----------------- | ----------------- | ----------------- | ----------------- | ----------------- | ----------------- | ----------------- | ----------------- | ----------------- | ----------------- | ----------------- |
| Průměrné denní maximum [°C]    | −2                | −2,3              | −1                | 0,7               | 4,8               | 8,5               | 11,3              | 10,8              | 9                 | 6,4               | 1,3               | −0,7              | 3,9               |
| Průměrná teplota [°C]          | −4,7              | −5                | −3,9              | −1,9              | 2,2               | 5,3               | 8,1               | 7,8               | 6,2               | 3,8               | −1,4              | −3,5              | 1,1               |
| Průměrné denní minimum [°C]    | −7,5              | −7,6              | −6,4              | −4,4              | −0,1              | 2,8               | 5,4               | 5,2               | 3,5               | 1,2               | −4,1              | −6,4              | −1,5              |
| Průměrné srážky [mm]           | 200               | 170               | 180               | 202               | 168               | 155               | 159               | 183               | 109               | 87                | 157               | 183               | 1 953             |
| Dní se srážkami                | 14,3              | 11,9              | 15,2              | 14,8              | 15,8              | 16                | 14,3              | 14,7              | 10,6              | 9,3               | 12                | 14,2              | 163,1             |
| Zdroj: MeteoSchweiz srpen 2010 |                   |                   |                   |                   |                   |                   |                   |                   |                   |                   |                   |                   |                   |